# Keio

Keiō (Japans:京王電鉄株式会社,Keiō Dentetsu Kabushiki-gaisha) is een Japans privéspoorwegbedrijf dat zich vooral bezighoudt met personenvervoer in de prefectuur Tokio. Het is een onderdeel van de Keio-groep (京王グループ, Keiō Gurūpu) die actief is in de transportsector, retail en onroerende goederen. Zo bezit het bedrijf naast spoorlijnen (Keio-lijn, Keio-nieuwe-lijn, Inokashira-lijn etc.), ook bussen (zowel lokaal als langere afstanden) en taxi's. Het bedrijf is echter groter dan dat. Het bezit vooral in stations winkels, kiosken restaurants. De bekendste winkels zijn de Keio department store en Keio store (supermarkt). De kioskenketen van het bedrijf heet A Lot en ook C&C curry-restaurant hoort bij het Keio-imperium.
De naam "Keiō" is een contractie van "Tokyō-Hachiōji" (東京-八王子). Het netwerk van Keiō verbindt de westelijke voorsteden van Tokio (Chōfu, Fuchū, Hachiōji, Hino, Inagi, Sagamihara en Tama) met het stadscentrum in het Station Shinjuku.

## Kleuren
De hoofdkleuren van Keio zijn paars en blauw. De taxi's, bussen, de treinen van de Keio-(nieuwe)-lijn en A Lot dragen dan ook deze kleuren. De departementswinkel heeft echter alleen een donkere ovaal met een kroontje. (Dat heeft waarschijnlijk te maken met de betekenis van Keio (京王); koning van de hoofdstad)

## Spoorlijnen
Keiō heeft meerdere spoorlijnen. De belangrijkste lijn is de Keio-lijn, die soms de Keiō-hoofdlijn (京王本線,Keiō honsen) wordt genoemd. Deze lijn verbindt Hachiōji (station Keiō-Hachiōji) met Shinjuku. Alle andere lijnen van Keiō zitten aan deze lijn vast :
| Lijnen                       | Van/naar                               | Afstand | Stations | Geopend       | Maximale snelheid |
| ---------------------------- | -------------------------------------- | ------- | -------- | ------------- | ----------------- |
| Keiō-lijn                    | Shinjuku - Keiō Hachiōji               | 37,9    | 32       | 15 april 1913 | 110 km/h          |
| Sagamihara-lijn              | Chōfu - Hashimoto                      | 22,6    | 13       | 1916          | 110 km/h          |
| Takao-lijn                   | Kitano - Takaosanguchi                 | 8,6     | 7        | 20 maart 1931 | 105 km/h          |
| Inokashira-lijn              | Shibuya - Kichijōji                    | 12,7    | 17       | 1934          | 90 km/h           |
| Keio Shin-lijn (Nieuwe-lijn) | Shinjuku - Sasazuka                    | 3,6     | 4        | 1980          |                   |
| Dōbutsuen-lijn               | Takahatafudō - Tama-Dōbutsukōen        | 2,0     | 2        | 29 april 1964 |                   |
| Keiō Keibajō-lijn            | Higashi-Fuchū - Fuchū-Keiba-Seimon-mae | 0,9     | 2        | 29 april 1955 |                   |
| Totaal                       | 7 lijnen                               | 88,3    |          |               |                   |

De kortste van alle lijnen is de Dōbutsuen-lijn (Tama-dierentuinlijn), die tussen Takahatafudō en de dierentuin van Tama op en neer rijdt. Bij het station Tama-Dōbutsukōen (Tama-dierentuin) is een soort speelhal met treintjes (Keiō Rail-land).